# Valérie Blais
Pour les articles homonymes, voir Blais.
Valérie Blais est une actrice et humoriste québécoise née en 1968 à Montréal. Elle fait ses débuts en interprétant Rafi, l'énergique ratonne, dans la série pour enfants Cornemuse. En 2009, elle obtient le rôle de Jocelyne Rondeau dans la série dramatique pour ados Tactik, aux côtés de Guy Jodoin et maintenant Luc Bourgeois. Frédérique Dufort et Nan Desrochers y jouent ses enfants.
En 2010, elle joue dans Le Journal d'Aurélie Laflamme où elle interprète Marie-Claude, la prof de français d'Aurélie (Marianne Verville). Aussi, elle a été choisie dans un épisode de la série Il était une fois dans le trouble, où elle joue une cliente débile qui a un gros bouton sur le front.

## Biographie

### Tout sur moi
Un des rôles marquants de Valérie est celui dans l'émission Tout sur moi, une émission dans laquelle sont racontées les aventures folles, teintées d'un fond d’expériences vraies, de Macha Limonchik, Éric Bernier et Valérie Blais. Le personnage de Valérie est le plus drôle des trois. Son côté agressif, sa spontanéité et ses accès de colère sont appréciés du public.

## Filmographie

### Cinéma
- 2008 : Borderline de Lyne Charlebois : Isabelle
- 2010 : Le Journal d'Aurélie Laflamme de Christian Laurence : Marie-Claude
- 2012 : L'Empire Bo$$é de Claude Desrosiers : Lise Filion Bossé
- 2014 : La Gang des hors-la-loi de Jean Beaudry : la mairesse du village
- 2015 : La Passion d'Augustine de Léa Pool : Sœur Claude
- 2017 : Nous sommes les autres de Jean-François Asselin : Danielle Laplante

### Télévision
- 1996 : Urgence : Caroline Fillion
- 1999 : Cornemuse : Rafi
- 2000 : Fortier : Kathleen Giroux
- 2001 : Le Monde de Charlotte : Rina
- 2002 : Jean Duceppe : Juliette Huot
- 2003 : Le Petit Monde de Laura Cadieux : Madeleine
- 2004 : Rumeurs : Jasmine
- 2004 : Histoires de filles : Joanne
- 2005 : Virginie : Alex Paquin
- 2005 : La Promesse : Érica Pilon
- 2006 - 2011 : Tout sur moi : Valérie
- 2007 : Il était une fois dans le trouble : Nancy
- 2008 : René Lévesque : Gratia O'Leary
- 2008 : Une grenade avec ça? : Guylaine
- 2009 - 2013 : Tactik : Jocelyne Rondeau
- 2016 : Feux : Carole
- 2016 : Les Simone : Pauline
- 2017 : Trop. : Catherine

## Distinctions

### Récompenses
- Festival Juste pour Rire 2004 : récipiendaire du Prix de la révélation pour le spectacle Le démon du midi
- Prix Gémeaux 2009 : meilleur rôle féminin dans une comédie pour Tout sur moi

### Nominations
- Prix Gémeaux 2000 : meilleure interprétation dans un rôle de soutien dans une émission ou série jeunesse, pour Cornemuse
- Prix Gémeaux 2008 : meilleur rôle féminin dans une comédie pour Tout sur moi
- Gala des Oliviers 2015 : spectacle d'humour de l'année pour Valérie Blais